# Argoba
Argoba (o Argobba) es uno de los 29 woredas, o distritos, en la Región Afar de Etiopía. Dado que Argoba no forma parte de ninguna de las 5 Zonas Administrativas de la Región Afar, esta unidad administrativa es considerado un woreda especial. Este woreda recibe el nombre del pueblo Argobba, cuya patria se encuentra en este distrito.
Argoba está ubicado en la costado oriental de las tierras altas de Etiopía. Limita al sur, al oeste y al norte con la Región Amhara, y al este con la Zona Administraiva Afar.
Agencia Central de Estadística de Etiopía en 2005, este woreda tiene una población total estimada de 12.906, de los cuales 6.539 corresponden a hombres y 6.367 a mujeres.